# Educación internacional
La educación internacional puede tener muchas acepciones y su definición está en debate. Algunos han encontrado dos significados en relación con su implicación con los estudiantes. La primera hace referencia a la educación que va más allá de las fronteras nacionales mediante el intercambio de personas, por ejemplo, mediante estudiantes que viajan a estudiar a un campus internacional, como parte de un programa para estudiar en el extranjero programa o como un programa de intercambio estudiantil. La segunda es una aproximación a la educación que prepara a los estudiantes de forma intencionada para que sean participantes activos y comprometidos en un mundo interconectado.
El Internacional Baccalaureate define el término según criterios como el desarrollo de ciudadanos del mundo de acuerdo a su cultura, su lengua, y su cohesión social, construyendo una identidad y una concienciación cultural y encriptando el reconocimiento y el desarrollo de los valores humanos universales, y fomentando el descubrimiento y el placer de aprender, dota al alumnado de habilidades tanto individuales como colectivas y de un conocimiento que puede ser aplicado en términos generales y que fomenta un pensamiento global a la hora de hablar de situaciones locales al igual que una diversidad y flexibilidad a la hora de enseñar pedagogías y suministrar formas apropiadas de valoración y de análisis comparativo. 
La evaluación de credenciales para la educación completada fuera de los Estados Unidos de la Asociación de Credencial Internacional de evaluadores, Inc. (ACIE) es una organización de evaluación de credenciales fundada en 1998.
Aunque las definiciones varían según el lenguaje utiliza, la educación internacional suele querer incluir: 
- El conocimiento de otras regiones del mundo y culturas;
- La familiaridad con problemas mundiales;e internacionales;
- Habilidades para trabajar de manera efectiva en ambientes globales o interculturales, utilizando la información de diferentes fuentes de todo el mundo;
- Capacidad de comunicarse en varios idiomas; y
- Disposiciones hacia el respeto y el interés por otras culturas y pueblos.

## Objetivos del desarrollo del milenio
La educación internacional es también una gran parte del desarrollo internacional. Aquellos profesionales y estudiantes que deseen ser parte del desarrollo de la educación internacional son capaces de aprender a través de las organizaciones y de los programas de la universidad. Organizaciones de todo el mundo utilizan la educación como un medio para el desarrollo. La investigación previa ha demostrado que existe una correlación directa positiva entre el nivel de estudios alcanzado y el crecimiento económico, especialmente en las regiones más pobres. Naciones Unidas: Objetivos de Desarrollo del Milenio  incluye algunos de los objetivos relativos a la educación:
- Lograr una educación primaria universal en todos los países en 2015
- Eliminar la disparidad de género tanto en educación primaria como en secundaria para el 2015

Otras menciones de la educación en lo que respecta al desarrollo internacional:
La educación Para Todos (EPT):
Una estrategia internacional para poner en práctica el Marco de actuación de Dakar; En el Foro Mundial de Educación (Dakar, 2000) se acordó el lograr estos 6 objetivos para el 2015:
- ampliar la atención en la educación infantil.
- mejorar el acceso para una completa y libre escolarización de buena calidad para todos los niños en primaria
- aumentar considerablemente las oportunidades de aprendizaje para jóvenes y adultos
- mejorar las tasas de alfabetización en adultos a un 50%
- eliminar las disparidades de género en la educación
- mejorar todos los aspectos de la calidad en la educación.

## Marco de actuación de Dakar
Decenio de las naciones unidas de la educación para el desarrollo sostenible (2005-2014)
destacó el papel central de la educación en la búsqueda del desarrollo sostenible.
Véase también la educación comparada; y el liberalismo, el realismo, la transición del poder de la teoría, el desarrollo internacional, como áreas de enfoque que proporcionan información sobre fenómenos internacionales relevantes para la "educación internacional."
La educación internacional es tanto un campo de estudio que se centra en estudiar en el extranjero y preparar a los estudiantes para ocupaciones internacionales, como una parte activa del desarrollo internacional que se enseña en muchas universidades en todo el mundo.

## Intercambio educativo virtual
Aunque muchos programas exitosos como Ingenieros Sin Fronteras de habilitan a los estudiantes en un país el poder obtener una educación internacional mientras trabajan en un código apropiado para sus proyectos en el extranjero, el coste de este enfoque puede ser prohibitivo a gran escala de la replicación. Recientemente, el trabajo ha demostrado que el uso de un intercambio educativo virtual puede tener mucho beneficios positivos asociados con la educación internacional y con las experiencias culturales, sin los costes prohibitivos de los viajes.

## Semana de educación internacional
La semana de la educación internacional es celebrada en los Estados Unidos por el Departamento del Estado de EE. UU. y el Departamento de Educación. La elección semanal para la celebración se determina en cada institución, pero, por lo general, es celebrada la semana antes de la que incluye el día de acción de gracias de Estados Unidos: del 14 de noviembre al 18 del 2016; del 13 de noviembre al 17 de 2017; del 12 de noviembre al 16 de 2018; del 18 de noviembre al 22 de 2019. El objetivo de este evento es dar una oportunidad para celebrar los beneficios de la educación internacional y el intercambio global. Esta iniciativa promueve los programas que preparan a los estadounidenses para un entorno global y atraer a futuros líderes del extranjero para estudiar, aprender e intercambiar experiencias en los Estados Unidos. Esto muestra cómo la educación internacional no es sólo el cruce físico entre fronteras, sino que va también sobre pensar globalmente en las situaciones locales. Escuelas estadounidenses celebran esta semana a través de eventos tanto fuera como dentro del campus. 

## Retos a la hora de afrontar la educación internacional
La educación internacional tiene una posición inusual en la educación superior. Mientras que es reconocida como una importante actividad, tiende a ser manejada por las oficinas administrativas de los departamentos de idiomas, literatura y asuntos internacionales. Los investigadores involucrados en la educación internacional generalmente tienen su principal participación en la enseñanza y en la investigación. Esto lleva a cuatro características distintivas en particular en el campo de la educación internacional:
1. Hay poco consenso a la hora de hablar de una guía para el tema. ¿Debe este campo centrarse más en la internacionalización, en la transnacionalización o en la globalización?
2. La educación internacional no es una característica tan prominente en la experiencia de la educación secundaria contemporánea. Usando los indicadores de matriculación como ejemplo, un 16 por ciento de todos los estadounidenses estuvieron inscritos en el período cumbre de 1960; la proporción ha caído actualmente un 8 por ciento (Hayward, 2000, pág. 6).
3. Hay un desequilibrio en relación con la cobertura regional. Las regiones y los idiomas abarcados por la institución correspondiente son una función de las características idiosincráticas de reclutamiento. Desde un ámbito nacional, hay una cobertura razonable entre Europa Occidental y Latinoamérica con casi todas las lenguas europeas en comparación con la poca cobertura de África y de Oriente Medio. Para los estudiantes que se han inscrito en lenguas extranjeras, el español es el más popular seguido de otros idiomas de Europa Occidental; el 6 por ciento se matricula en lenguas asiáticas. Las lenguas de Oriente Medio solo suponen el 2 por ciento (siendo el 1,3 por ciento hebreo y el 5 por ciento árabe). Las lenguas africanas solo constituyen el 1,5 por ciento de las matrículas. 
4. Ya que la educación internacional no es una de las preocupaciones principales de la mayoría de los estudiosos del campo, la investigación suele ser algo esporádica, poco acumulativa, y suele ser llevada por organizaciones nacionales como parte de proyectos de promoción (e.g Lambert, 1989; Brecht and Rivers, 2000). El ejemplo más reciente es el Consejo Americano de Educación (CAE): La internacionalización de la educación superior: Informe. (Hayward, 2000). Sin embargo, algunos programas de instituciones, como el Programa Fullbright ofrece oportunidades para aquellos que desean estudiar fuera.
Además, uno de los retos de los estudiantes internacionales es que cada vez más instituciones de educación superior son tratarlos como vacas de dinero para cumplir con sus desafíos presupuestarios. Las instituciones deben hacer más para apoyar a los estudiantes internacionales en su éxito académico y profesional mediante la prestación de asesoramiento, formación y coaching que es culturalmente en sintonía.

## Más información
- Scanlon, D. G. (ed.). (1960). International Education:  A Documentary History.  New York:  Bureau of Publications:  Teachers College, Columbia University.
- Vestal, T.M. (1994).  International Education:  Its History and Promise for Today.  London:  Praeger.
- Valeau, E.J., Raby, R.L, (eds.), et al.  (2007). International Reform Efforts and Challenges in Community Colleges.  New Direction for Community Colleges, No. 138.  San Francisco:  Jossey-Bass.